# Provincia Erzurum
Provincia Erzurum este o provincie a Turciei cu o suprafață de 25,066 km², localizată în partea de est a țării.

## Districte
Adana este divizată în 19 districte (capitala districtului este subliniată): 
- Așkale
- Çat
- Erzurum
- Hınıs
- Horasan
- Ilıca
- İspir
- Karaçoban
- Karayazı
- Köprüköy
- Narman
- Oltu
- Olur
- Pasinler
- Pazaryolu
- Șenkaya
- Tekman
- Tortum
- Uzundere